# 청신운수
청신운수 주식회사(淸新運輸 株式會社)는 청주시의 시내버스 회사로, 본사는 충청북도 청주시 서원구 남이면 서부로 710 (상발리)에 있다.

## 역사
- 1967년 서문동 150-2(현재 ㈜고려인삼한백식품 자리)에서 청주시내버스에서 처음으로 창립되어 영업을 개시한다.
- 1968년 북문로2가 50-7로 이전한다.
- 1970년 서문동 90-3으로 재 이전한다.
- 1984년 서문동 29-2으로 차고지를 이전한다.
- 1985년 복대동으로 재이전한다.
- 2003년 6월 23일 충북지방노동위원회에 쟁의조정신청 후 벌여왔던 입금협상이 결렬된다.
- 2003년 7월 8일 충북노동위원회가 제시한 5% 중재안도 거부당한다.[1]
- 2003년 7월 9일 동일운수, 우진교통과 함께 파업에 참여한다.[2]
- 2003년 7월 10일 노사가 한 발씩 양보를 하게 되면서 운행을 재개한다.[3]
- 2013년 6월 26일 남이면 서부로 710으로 이전.

## 사건 사고
- 1993년 5월, 충북 청원군[4] 내수읍[5] 구성리 앞 커브길에서 청주교통 소속 시내버스가 중앙선을 넘으면서 마주 오던 이 회사 소속 시내버스와 정면으로 충돌해 시내버스에 타고 있던 60대 노인이 사망하고 두 시내버스 승객 20여 명이 중경상을 입는 사고가 일어났다.[6]
- 1999년 4월, 충북 증평군 증평읍 미암리[7] 형석고등학교 앞길에서 코란도 차량과 이 회사 소속 시내좌석버스가 정면으로 충돌하여 코란도 운전자와 동승자가 사망 또는 부상하는 사고가 있었다.[8]

## 운행 차량

#### 우진산전
- 우진산전 아폴로 1100

#### 현대자동차
- 현대 뉴 카운티
- 현대 그린시티
- 현대 뉴 슈퍼 에어로시티
- 현대 저상 뉴 슈퍼 에어로시티
- 현대 뉴 프리미엄 유니버스 엘레강스

## 갤러리

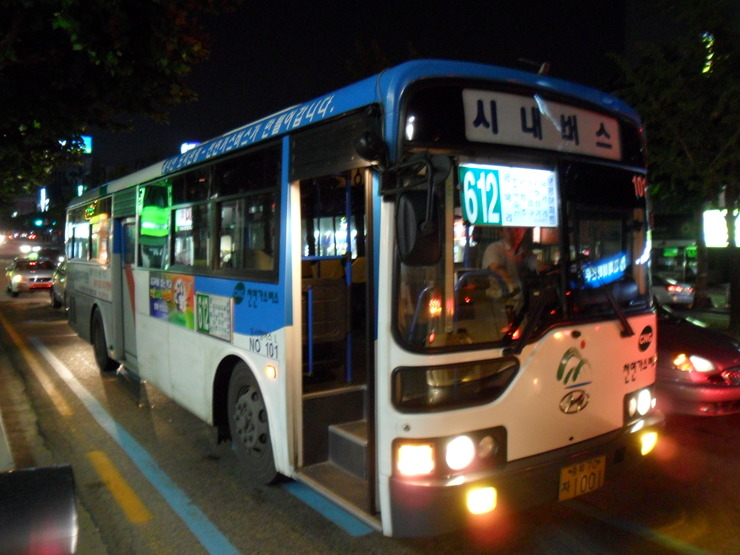
청신운수 소속 612번
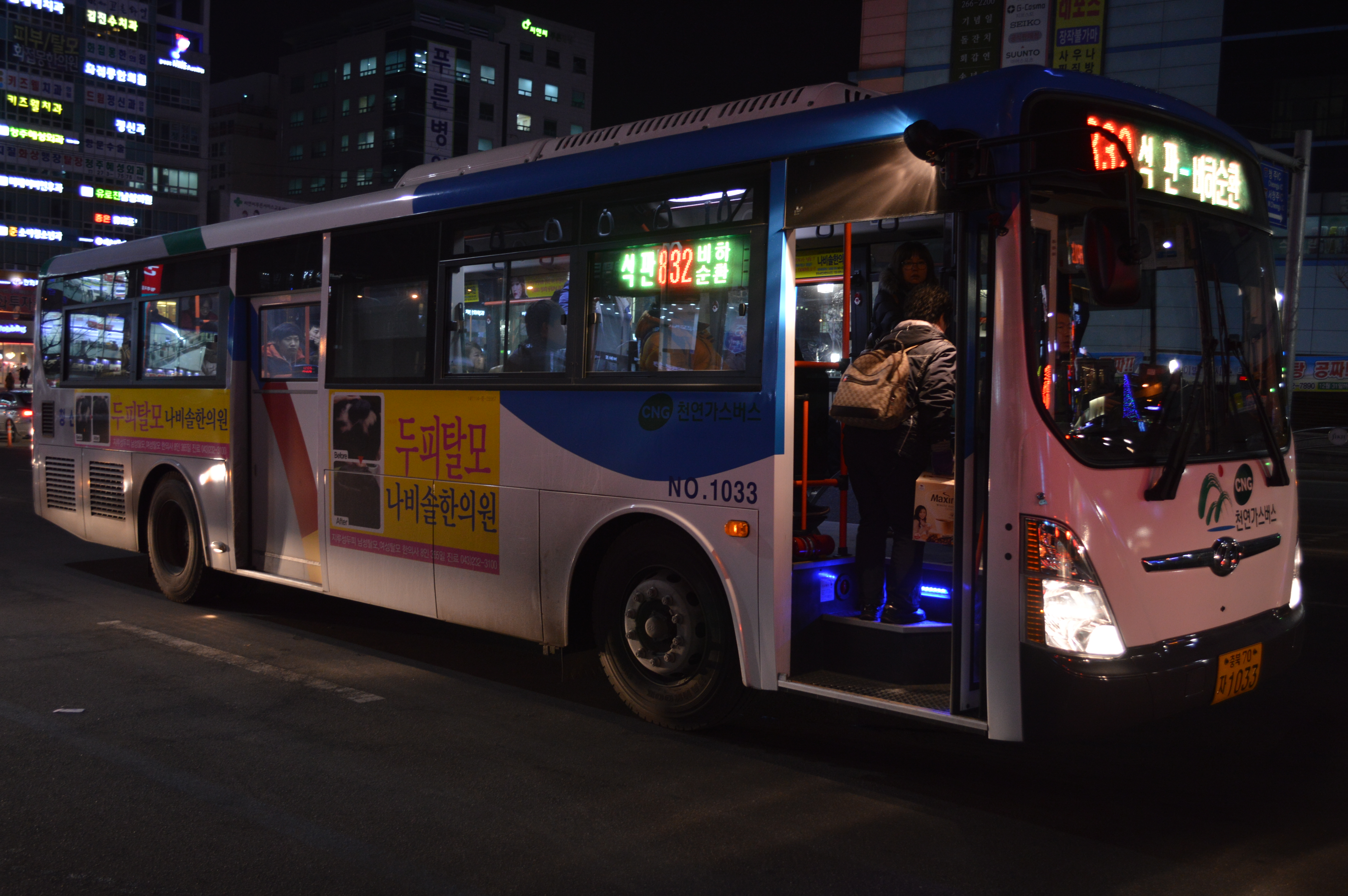
청신운수 소속 832번
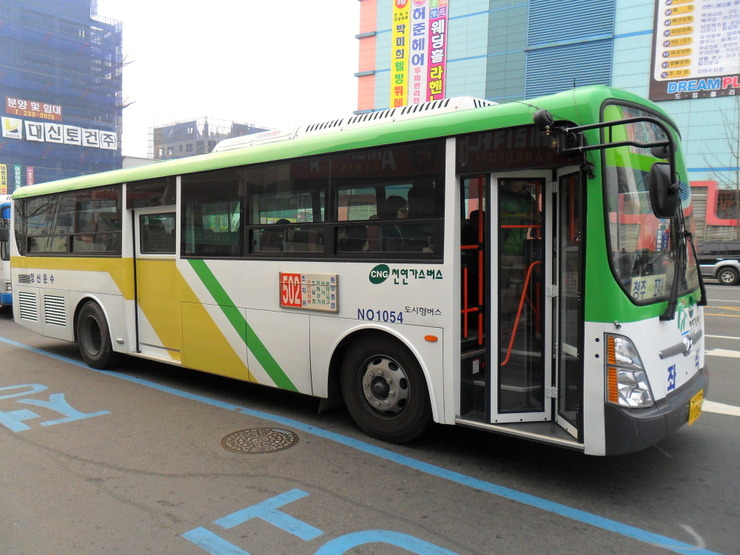
청신운수 소속 502번